# الدوري الشمالي الممتاز 1985–86
الدوري الشمالي الممتاز 1985–86 هو موسم من دوري الشمال الممتاز ‏. فاز فيه نادي غيتزهد.